# Gare d'Auzits-Aussibal
La gare d'Auzits-Aussibal est une gare ferroviaire fermée de la ligne de Capdenac à Rodez. Elle est située dans le vallon d'Aussibal, sur le territoire de la commune d'Auzits, dans le département de l'Aveyron, en région Occitanie.
Mise en service en 1875 par la Compagnie du chemin de fer de Paris à Orléans (PO), elle est fermée en 2006 par la Société nationale des chemins de fer français (SNCF). Un service gratuit de Taxi TER est proposé aux voyageurs habitant la commune.

## Situation ferroviaire
Établie à 394 mètres d'altitude, La gare d'Auzits-Aussibal est située au point kilométrique (PK) 271,640 de la ligne de Capdenac à Rodez, entre les gares, qui sont toujours en service, de Cransac et de Saint-Christophe,.

## Histoire
Le 30 août 1858, la Compagnie du chemin de fer de Paris à Orléans (PO), met en service les 35 km de Capdenac à Saint-Christophe d'un embranchement vers Marcillac. qui passe par Auzits ou est programmé l'ouverture d'une station à Aussibal. La station n'est pas réalisé et pendant de nombreuses années le conseil général réclame sa construction, allant même jusqu'à proposer de réaliser une simple halte. En 1872, le ministre répond qu'il n'en est pas question et « que la compagnie ne peut être obligée à construire, à Aussibal, ni station ni halte, tans que la commune d'Auzits n'aura pas, de son côté, construit la voie de communication qui doit y faire accéder ».
En 1875, le conseil général se satisfait d'avoir obtenu la construction de la station, ou gare, d'Aussibal ouverte uniquement au service des voyageurs. Néanmoins il remarque que cela « ne réalise qu'en partie les vœux qui ont été formulés » et la commission propose de « d'exprimer le vœu que la construction d'une gare de marchandises, jointe à la gare des voyageurs, mette fin à l'obligation de transporter les denrées du pays aux gares de Cransac et de Saint-Cristophe ».
La gare figure dans la « Statistique centrale des chemins de fer français : situation au 31 décembre 1875 » dans la nomenclature des stations et haltes de la Compagnie du chemin de fer de Paris à Orléans.
La gare est fermée au service des voyageurs le 10 décembre 2006.
En 2010, la ligne entre Rodez et Capdenac est fermée en début d'année pour d'importants travaux de rénovation. Elle est remise en service au mois de novembre avec une amélioration de la vitesse moyenne et une diminution des nuisances dues au bruit. La gare reste fermée mais la commune bénéficie d'un service de taxi TER.

## Services aux voyageurs
La gare est fermée, les habitants de la commune ont accès à un service gratuit de Taxi TER pour : « tous les trains desservant les gares encadrantes sont accessibles par les habitants de la commune empruntant le service à la demande quel que soit l'horaire, le jour de circulation, la destination ou la provenance ». Cette demande se fait après avoir acheté un billet, la réservation s'effectue au : « Centre de relation clientèle du TER Midi-Pyrénées Tél. : 08 91 67 76 77 ».

## Patrimoine ferroviaire

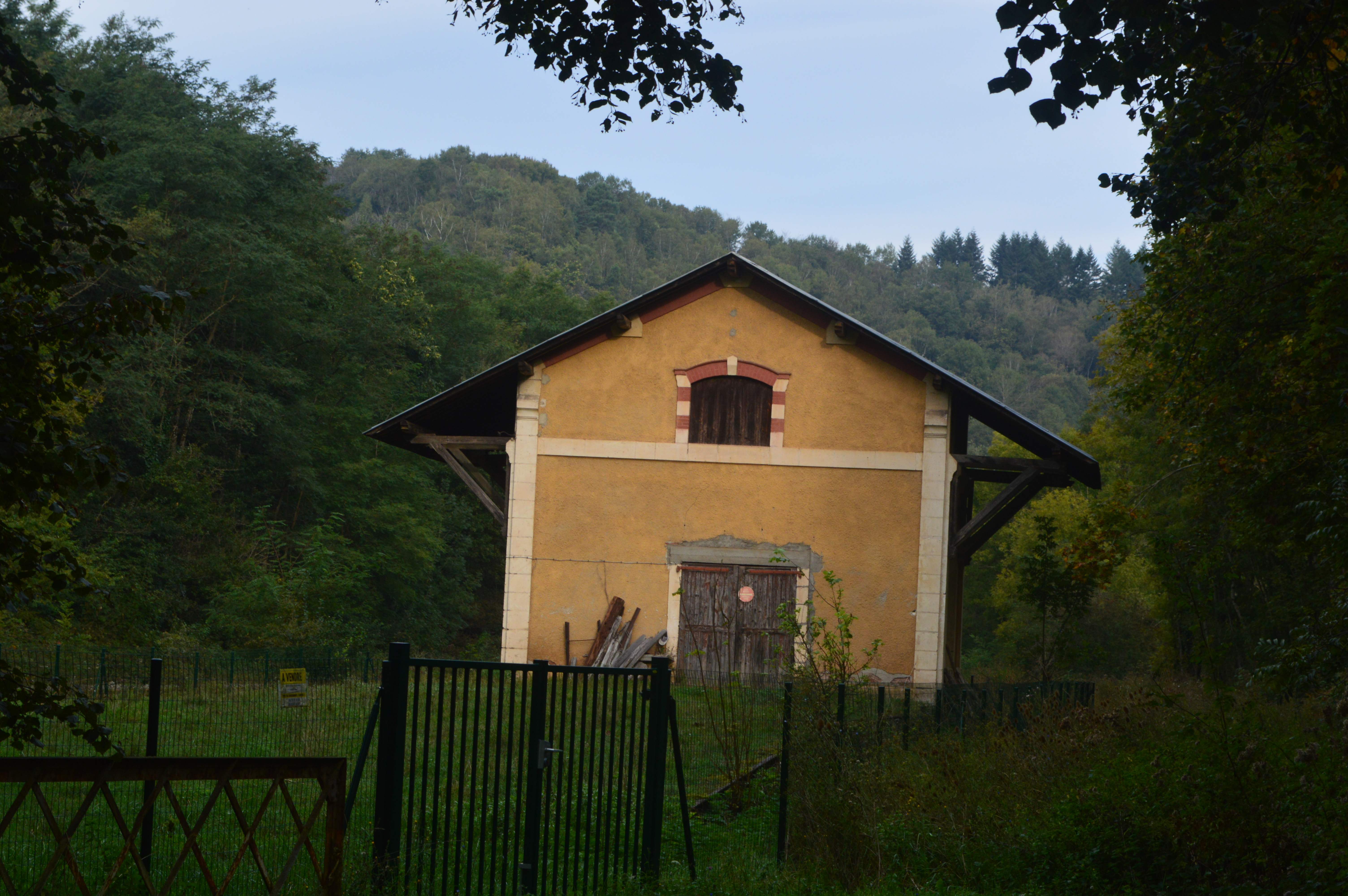
L'ancienne halle à marchandises.

Sont toujours présents, le bâtiment voyageurs (BV) et une halle à marchandises. Ces bâtiments, ont été vendus à des particuliers.